# San Pedro de Landa
San Pedro de Landa es un caserío peruano ubicado en el distrito de Huarmaca, perteneciente a la provincia de Huancabamba del departamento de Piura, al norte del Perú. 

## Ubicación
San Pedro de Landa se ubica , en el centro poblado Limon de Porcuya distrito de Huarmaca, provincia de Huancabamba , en el departamento de Piura.

## Demografía
En 2017 San Pedro de Landa tenía una población de 62 habitantes.
| Gráfica de evolución demográfica de San Pedro de Landa entre 1993 y 2017 |
|                                                                          |
| Fuentes: Población 1993 y 2017                                           |